# Rudd (Iowa)
Rudd é uma cidade localizada no estado americano de Iowa, no Condado de Floyd.

## Demografia
Segundo o censo americano de 2000, a sua população era de 431 habitantes.
Em 2006, foi estimada uma população de 408, um decréscimo de 23 (-5.3%).

## Geografia
De acordo com o United States Census Bureau tem uma área de
2,6 km², dos quais 2,6 km² cobertos por terra e 0,0 km² cobertos por água.

## Localidades na vizinhança
O diagrama seguinte representa as localidades num raio de 20 km ao redor de Rudd.